# Strijkkwartet nr. 12 (Dvořák)
Het Strijkkwartet nr. 12 in F majeur, opus 96, bijgenaamd Het Amerikaanse, is een compositie van de Tsjechische componist Antonin Dvořák. Hij schreef het werk in Spillville (Iowa) in de zomer van 1893.

## Ontstaan
Van 1892 tot 1895 woonde Dvořák in New York, waar hij werkzaam was als directeur van het National Conservatory of Music. Tijdens de zomervakantie van 1893, die doorbracht in het stadje Spillville, dat een omvangrijke Tsjechische immigrantengemeenschap kende, componeerde hij dit twaalfde strijkkwartet. De schets kostte hem drie en de uitwerking daarvan dertien dagen. Hij noteerde op de partituur: “God zij dank. Ik ben tevreden. Het ging snel.” De sfeer van het werk is, conform zijn wens, ongekunsteld.
Over de vraag hoe Amerikaans dit in Amerika geschreven kwartet in muzikaal opzicht is, liepen en lopen de meningen uiteen, een en ander afhankelijk van de geneigdheid tot “hineininterpretieren”. Sommigen wilden en willen er per se invloeden van Amerikaanse muziek in horen. Het gebruik van pentatoniek en ritmische ostinati zou volgens hen wijzen op Indiaanse invloeden. De ostinati brachten en brengen ze zelfs in verband met Indiaanse trommeldansen. Als gebruik van pentatoniek en ritmische ostinati echter typisch Amerikaans-Indiaans zou zijn, zou men zeer veel muziek van het stempel “Amerikaans” moeten voorzien, onder meer een aantal werken van Debussy en een groot aantal werken van barokcomponisten. Amerikaanse vogels zingen net als vogels elders maar de toonschildering in het derde deel schijnt toch echt gebaseerd te zijn op de Amerikaanse vogels die Dvořák tijdens zijn ochtendwandelingen te Spillville hoorde zingen. 

## Delen
- I Allegro ma non troppo
- II Lento (“Indiaans” melodisch accent op de derde en zevende noot van de mineurtoonladder)
- III Molto vivace (eerste viool toonschildert in de bovenste positie vogelzang)
- IV Finale: Vivace ma non troppo

## Betekenis
Dit strijkkwartet, nauwelijks typerend voor Dvořáks strijkkwartetten in het algemeen, werd snel zijn populairste. Het is voor velen het enige strijkkwartet van hem dat ze kennen.
nr. 1 A · nr. 2 B · nr. 3 D · nr. 4 e · nr. 5 f · nr. 6 a · nr. 7 a · nr. 8 E · nr. 9 d · nr. 10 Es · nr. 11 C · nr. 12 F (Amerikaans) · nr. 13 G · nr. 14 As · Cipressen